# Jirchář
Jirchář (též bělokožešník) byl řemeslník zabývající se zpracováním kůží. Jircháři se pracovním postupem lišili od koželuhů (černokožešníků). Toto řemeslo bylo už v 11. století. Jirchář vydělával kůže pomocí roztoku kamence. Nejprve zbavil kůži na líci vlasu a pokožky a na rubu tukové vrstvy a blan. Jirchy se máčely v roztoku vody, kamence, žloutků a mouky, případně v různých dalších roztocích. Při barvení jirch se velmi dlouho udržela přírodní barviva, která později nahradily barvy dehtové. Po vysušení se jirchy vymnuly, ubrousily na rubu a vyleštily na líci.

## Etymologie
Jircha je kůže vydělaná na měkko; ze střhn. irch, erch.